# Народно читалище „Зора – 1860“
Народно читалище „Зора – 1860“ се намира в Сливен и обслужва неговите жители.
Читалищната библиотека „Зора“ има многогодишна история. Създадена е през 1860 г. – 5 години преди читалището, от възрожденците Добри Чинтулов и д-р Иван Селимински. В нея се съхранява най-старата книга в Сливен, датирана от началото на османското владичество за българите.
Читалището е основано през 1860 година. Негов съосновател и първи председател е Стефан Г. Гидиков (1837 – 1871). Сред основателите му са също възрожденците Добри Чинтулов, Сава Доброплодни, д-р Иван Селимински, д-р Миркович и др.
Включва 3 основни звена: Библиотека „Зора“, Школа по изкуства „Мишо Тодоров“, Смесен хор „Добри Чинтулов“.